# Papilio neumoegeni
Papilio neumoegeni is een vlinder uit de familie van de pages (Papilionidae). De wetenschappelijke naam van de soort is voor het eerst geldig gepubliceerd in 1890 door Eduard Honrath.